# Gadji beri bimba
Gadji beri bimba è una poesia fonetica di Hugo Ball, scrittore e artista dadaista. La poesia fu trasposta in musica da David Byrne e Brian Eno nel 1979 come incipit dell'album Fear of Music, terzo LP della band newyorkese Talking Heads capitanata dallo stesso Byrne.
| Controllo di autorità | GND (DE) 1215291043 |